# Might and Magic
Might and Magic è una serie di videogiochi di ruolo della New World Computing, che nel 1996 è diventata una filiale della The 3DO Company. Produttore della serie era Jon Van Caneghem. Might and Magic è considerata una delle serie che hanno definito i primi videogiochi di ruolo per PC, insieme a The Bard's Tale, Ultima e Wizardry.
La serie Might and Magic originale terminò con la chiusura dell'azienda 3DO Company. I diritti di Might and Magic furono rilevati per 1,3 milioni di dollari dalla Ubisoft, che "riavviò" il franchise con una nuova serie senza apparenti connessioni con la precedente, iniziata con i videogiochi Heroes of Might and Magic V e Dark Messiah of Might and Magic.

## Trama
Benché la maggior parte del gameplay rifletta distintamente un genere fantasy, la trama generale della serie ha diversi elementi di fantascienza. La serie è ambientata in un'immaginaria galassia che è parte di un universo parallelo, in cui i pianeti sono sorvegliati da una potente razza di viaggiatori spaziali noti come "Gli antichi". In ognuno dei giochi della serie, un gruppo di personaggi combatte mostri e completa missioni su uno di questi pianeti, fino a che alla fine rimane coinvolto negli affari degli Antichi.
I primi cinque giochi della serie ruotano intorno al rinnegato guardiano del pianeta Terra, chiamato Sheltem, che è diventato incredibilmente malvagio, ed ha sviluppato un'insana passione nel gettare i pianeti nei propri soli. Sheltem si è imposto su una serie di pianeti piatti conosciuti come "nacelle" (che si riveleranno essere in realtà gigantesche astronavi) e Corak, un secondo guardiano "creato" dagli Antichi, con l'assistenza dei personaggi controllati dal giocatore, deve riuscire a fermarlo. Successivamente sia Corak che Sheltem saranno distrutti durante la battaglia finale sulla nacelle di Xeen.
Il sesto, il settimo e l'ottavo gioco si svolgono su Enroth, un pianeta governato in parte dalla dinastia Ironfist, e raccontano gli eventi successivi all'invasione dei Kreegan, creature dall'aspetto demoniaco nemici giurati degli Antichi. Viene anche rivelato che la distruzione creata in seguito alla guerra degli Antichi contro i Kreegan è la ragione per la quale i mondi di Might & Magic hanno uno sviluppo fermo al medioevo nonostante la possibilità di accedere a tecnologie futuristiche. Dal primo al terzo gioco della serie Heroes of Might and Magic vengono raccontate le fortune degli Ironfists in modo più dettagliato, anche se nessuno degli elementi fantascientifici di Might and Magic viene ripreso nella serie Heroes.

## Modalità di gioco
La maggior parte del gameplay dei giochi si svolge in una ambientazione medievale fantasy. Il giocatore controlla un gruppo di personaggi giocabili, consistenti di membri di varie classi (guerrieri, maghi, elfi ecc...). L'ambiente di gioco è presentato al giocatore in una prospettiva in prima persona. Nei primi videogiochi della serie l'interfaccia di gioco era molto simile a quella di The Bard's Tale, ma da Might and Magic VI: The Mandate of Heaven in avanti, l'interfaccia era caratterizzata da uno scorrimento dell'ambiente tridimensionale, simile a quello di Doom. I combattimenti sono a turni, benché negli ultimi capitoli della serie veniva concessa al giocatore l'alternativa di combattere anche in tempo reale.
L'ambiente di gioco in tutti i capitoli di Might and Magic è abbastanza esteso, ed ogni capitolo della serie è in grado di fornire dozzine di ore di gioco.  Di solito i combattimenti sono molto intensi e contro grandi gruppi di creature nemiche. I mostri e le situazioni che si incontrano durante la serie tendono ad essere i noti stereotipi dell'immaginario fantasy, come topi giganti, lupi mannari, draghi e zombi. I videogiochi Isles of Terra e Xeen invece hanno un ambiente più distintivo ed originale rispetto ai precedenti titoli.

## Titoli della serie
- Might and Magic Book One: The Secret of the Inner Sanctum (1986; Apple II, Mac, DOS, Commodore 64, NES, MSX, PC-Engine CD-ROM)
- Might and Magic II: Gates to Another World (1988; Apple II, Amiga, DOS, Commodore 64, Mac, Sega Genesis, Super Nintendo Entertainment System (solo in Europa), SNES (Solo in Giappone, versione differente da quella europea), MSX, PC-Engine CD)
- Might and Magic III: Isles of Terra (1991; DOS, Mac, Amiga, SNES, Sega Genesis, Sega CD, PC-Engine CD-ROM)
- Might and Magic IV: Clouds of Xeen (1992; DOS, Mac)
- Might and Magic V: Darkside of Xeen (1993; DOS, Mac)
  - Might and Magic: Swords of Xeen (1994; DOS, Mac)
- Might and Magic VI: The Mandate of Heaven (1998; Windows)
- Might and Magic VII: For Blood and Honor (1999; Windows)
- Might and Magic VIII: Day of the Destroyer (2000; Windows)
- Might and Magic IX (2002; Windows)
- Might & Magic X: Legacy (2013; Windows)

### Antologie
- Might and Magic Trilogy (1993), include Might and Magic games III, IV, V, e il "fanmade" Swords of Xeen.
- Might and Magic I, II, III, IV, V: Collection Classique (1998), contiene i giochi I-V.
- Ultimate Might and Magic Archives (1998), include i primi cinque Might and Magic, World of Xeen ed il "fanmade" Swords of Xeen.
- Might and Magic VI: The Mandate of Heaven - Limited Edition (1998), edizione per collezionisti di Might and Magic VI che include i primi cinque giochi in un unico CD-ROM.
- Might and Magic VI: The Mandate of Heaven - Special Edition (1998), include Might and Magic I, II, III, IV, V ed il "fanmade" Swords of Xeen.
- Might and Magic Sixpack (1998), include i primi sei Might and Magic.
- Might and Magic Millennium Edition (1999), include Might and Magic IV, V, VI and VII.
- Might and Magic (Platinum Edition) (2002), include Might and Magic VI, VII, VIII and IX.